# Бакунець Павло Андрійович
Павло Андрійович Бакунець (нар. 10 липня 1987, м. Яворів, Львівська область) — український громадський діяч, політик. Міський голова Яворова. Народний депутат України 9-го скликання.

## Життєпис
Навчався в Українському католицькому університеті (гуманітарний факультет) та у Львівській бізнес-школі. Закінчив історичний факультет Львівського національного університету ім. І. Франка.. Вивчав фінансову культуру у Tristar Management
Депутат Яворівської міської ради 6-го скликання, працював у комісії законності, депутатської етики. З 2014 по 2015 роки — секретар Яворівської міськради, виконував обов'язки міського голови.
Є співзасновником ГО «Молодь Яворівщини». Керівник представництва ГО «Об'єднання „Самопоміч“» у м. Яворові.
Кандидат у народні депутати від партії «Об'єднання „Самопоміч“» на парламентських виборах 2019 року (виборчий округ № 122, Жовківський, Яворівський райони). На час виборів: Яворівський міський голова, безпартійний. Проживає в м. Яворів Яворівського району Львівської області.
Член Комітету Верховної Ради з питань правової політики та депутатської групи «Довіра».
З 29 серпня 2019 року член Комітету Верховної Ради України з питань бюджету.
У 2015 році посадовець, усупереч вимогам закону, звільнив від сплати за право тимчасового користування місцем, яке перебуває у комунальній власності, для розміщення зовнішньої реклами свого рідного брата. У березні 2016 року Апеляційний суд підтвердив вину Павла Бакунця у корупції та зобов'язав сплатити 1700 грн штрафу.
22 липня 2025 року голосував за закон України 12414 який був ухвалений з порушенням Регламенту Верховної Ради України та підпорядкував НАБУ та САП Генеральному прокурору і викликав масові протести.

## Особисте життя
Одружений.